# Mukamira
Mukamira ist ein Ort und Sektor im Distrikt Nyabihu in der Westprovinz von Ruanda mit einer Fläche von 38,57 km². Der Ort ist die Bezirkshauptstadt. Die Bevölkerung innerhalb des Sektors betrug 28.675 im Jahr 2012 und 33.013 im Jahr 2022. Durch den Sektor verläuft eine Nationalstraße.